# Младший брат (фильм, 1927)
«Младший брат» (англ. The Kid Brother) — немой чёрно-белый американский фильм 1927 года режиссёра Тэда Вильде с участием известного комика Гарольда Ллойда.

## Сюжет
1877 год. В небольшом городке Гикорвилль проживает сильная и уважаемая семья Гикори — шериф Джим (играет Уолтер Джеймс) и трое его сыновей: Лео (играет Лео Уиллис), Олин (играет Олин Фрэнсис) и Гарольд (играет Гарольд Ллойд). Последний, самый младший из них, не имеет, как они, накачанных мускулов и отчаянной решительности, поэтому в жизни ему помогает остроумие и хитрость, с помощью которых он добивается уважения отца и любви прекрасной Мэри (играет Джобина Ролстон).

## Факты
- Сюжетная линия фильма напоминает ленту Tol'able David 1921 года; и является ремейком картины «The White Sheep» (1924).
- Льюис Майлстоун был режиссёром бо́льшей части фильма, но из-за проблем с нарушением контракта с киностудией Warner Bros. был отстранён от работы и даже не был в итоге упомянут в титрах[1].
- Фильм довольно заметно отличается от предыдущих «урбанистических» фильмов Ллойда: «Младший брат» снимался в сельской местности (Глендейл, Бербанк, Алтадина, Остров Святой Каталины)[2].
- В начале 1990-х годов вышла отреставрированная версия фильма, на две минуты короче оригинальной. В наше время она доступна на DVD[3].
- Рабочим названием фильма было «The Mountain Day»[4].
- Для сцены, в которой Гарольд забирается на дерево, впервые в истории кинематографа был сооружён столь высокий подъёмник для кинокамеры и оператора[1].
- Ляп: Гарольд находится на заброшенном судне, давно, по сюжету, стоящем на мели, но при этом виден плавно качающийся горизонт: корабль явно находится на плаву[5].

## Премьерный показ в разных странах[4]
- США — 17 января 1927
- Австрия, Германия — 1928
- Финляндия — 13 мая 1929

Кроме того фильм официально переводился на испанский, итальянский, шведский и греческий языки.